# Green Lake (Seattle)
Green Lake of Green Lake Reservoir is een meer in Seattle. Het meer heeft een oppervlakte van 1,0 km² en wordt volledig omringd door het Green Lake Park.

## Geschiedenis
Green Lake is waarschijnlijk gevormd tijdens een ijstijd 50.000 jaar geleden. Het meer werd in de zomer van 1855 ontdekt door David Phillips en werd in 1869 voor een stuk geclaimd door Erhart Seifreid. Er kwamen steeds meer mensen wonen en in 1891 werd het meer onderdeel van Seattle.